# Wahlkreis Aberdeen North (House of Commons)
| Aberdeen North        |
| --------------------- |
| Aberdeen North        |
| Gebildet              |
| 1885                  |
| Abgeordneter          |
| Kirsty Blackman (SNP) |
| Regionen              |
| Aberdeen              |

Aberdeen North ist ein Wahlkreis für das Britische Unterhaus. Er wurde 1885 geschaffen und deckt heute die nördlichen Gebiete der Council Area Aberdeen ab. Im Laufe der Jahrzehnte änderten sich seine Grenzen jedoch mehrfach. Der deckungsgleiche Wahlkreis für das schottische Parlament wurde im Zuge der Wahlkreisreform vor den schottischen Parlamentswahlen 2011 abgeschafft und im Wesentlichen in den neugeschaffenen Wahlkreis Aberdeen Donside übernommen. Der Wahlkreis entsendet einen Abgeordneten.

## Wahlergebnisse

### Unterhauswahlen 1885
| Ergebnisse der Unterhauswahlen 1885 | Ergebnisse der Unterhauswahlen 1885 | Ergebnisse der Unterhauswahlen 1885 | Ergebnisse der Unterhauswahlen 1885 |
| Partei                              | Kandidat                            | Stimmen                             | %                                   |
| ----------------------------------- | ----------------------------------- | ----------------------------------- | ----------------------------------- |
| Liberal                             | William Alexander Hunter            | 4794                                | 81,7                                |
| Conservative                        | Benjamin Scott Foster McGeagh       | 894                                 | 15,2                                |
| Independent Liberal                 | J. Wallace Thom                     | 177                                 | 3,0                                 |

### Unterhauswahlen 1886
Hunter entscheidet die Wahl ohne Gegenkandidat für sich.

### Unterhauswahlen 1892
| Ergebnisse der Unterhauswahlen 1892 | Ergebnisse der Unterhauswahlen 1892 | Ergebnisse der Unterhauswahlen 1892 | Ergebnisse der Unterhauswahlen 1892 |
| Partei                              | Kandidat                            | Stimmen                             | %                                   |
| ----------------------------------- | ----------------------------------- | ----------------------------------- | ----------------------------------- |
| Liberal                             | William Alexander Hunter            | 4462                                | 83,7                                |
| Independent Liberal                 | Bremner Patrick Lee                 | 870                                 | 16,3                                |

### Unterhauswahlen 1895
| Ergebnisse der Unterhauswahlen 1895 | Ergebnisse der Unterhauswahlen 1895 | Ergebnisse der Unterhauswahlen 1895 | Ergebnisse der Unterhauswahlen 1895 | Ergebnisse der Unterhauswahlen 1895 |
| Partei                              | Kandidat                            | Stimmen                             | %                                   | ±                                   |
| ----------------------------------- | ----------------------------------- | ----------------------------------- | ----------------------------------- | ----------------------------------- |
| Liberal                             | William Alexander Hunter            | 4156                                | 87,2                                | +3,5                                |
| Independent Labour                  | John Lincoln Mahon                  | 608                                 | 12,8                                | +12,8                               |

### Nachwahlen 1896
Am 24. April 1896 gab William Hunter aus gesundheitlichen Gründen sein Mandat zurück. Daraufhin wurden im Wahlkreis Aberdeen North Nachwahlen erforderlich.
| Ergebnisse der Nachwahlen 1896 | Ergebnisse der Nachwahlen 1896 | Ergebnisse der Nachwahlen 1896 | Ergebnisse der Nachwahlen 1896 | Ergebnisse der Nachwahlen 1896 |
| Partei                         | Kandidat                       | Stimmen                        | %                              | ±                              |
| ------------------------------ | ------------------------------ | ------------------------------ | ------------------------------ | ------------------------------ |
| Liberal                        | Duncan Pirie                   | 2909                           | 54,0                           | −33,2                          |
| Independent Labour             | Tom Mann                       | 2479                           | 46,0                           | +33,2                          |

### Unterhauswahlen 1900
| Ergebnisse der Unterhauswahlen 1900 | Ergebnisse der Unterhauswahlen 1900 | Ergebnisse der Unterhauswahlen 1900 | Ergebnisse der Unterhauswahlen 1900 | Ergebnisse der Unterhauswahlen 1900 |
| Partei                              | Kandidat                            | Stimmen                             | %                                   | ±                                   |
| ----------------------------------- | ----------------------------------- | ----------------------------------- | ----------------------------------- | ----------------------------------- |
| Liberal                             | Duncan Pirie                        | 4238                                | 65,3                                | +11,3                               |
| Conservative                        | Robert Williams                     | 2251                                | 34,7                                | +34,7                               |

### Unterhauswahlen 1906
| Ergebnisse der Unterhauswahlen 1906 | Ergebnisse der Unterhauswahlen 1906 | Ergebnisse der Unterhauswahlen 1906 | Ergebnisse der Unterhauswahlen 1906 | Ergebnisse der Unterhauswahlen 1906 |
| Partei                              | Kandidat                            | Stimmen                             | %                                   | ±                                   |
| ----------------------------------- | ----------------------------------- | ----------------------------------- | ----------------------------------- | ----------------------------------- |
| Liberal                             | Duncan Pirie                        | 4582                                | 61,5                                | −3,8                                |
| SDF                                 | Thomas Kennedy                      | 1935                                | 26,0                                | +26,0                               |
| Conservative                        | Michael Maltman Barry               | 931                                 | 12,5                                | +12,5                               |

### Unterhauswahlen Januar 1910
| Ergebnisse der Unterhauswahlen Januar 1910 | Ergebnisse der Unterhauswahlen Januar 1910 | Ergebnisse der Unterhauswahlen Januar 1910 | Ergebnisse der Unterhauswahlen Januar 1910 | Ergebnisse der Unterhauswahlen Januar 1910 |
| Partei                                     | Kandidat                                   | Stimmen                                    | %                                          | ±                                          |
| ------------------------------------------ | ------------------------------------------ | ------------------------------------------ | ------------------------------------------ | ------------------------------------------ |
| Liberal                                    | Duncan Pirie                               | 4297                                       | 54,0                                       | −7,5                                       |
| Liberal Unionist                           | Robert Scott-Brown                         | 2314                                       | 29,1                                       | +29,1                                      |
| SDF                                        | Thomas Kennedy                             | 1344                                       | 16,9                                       | −9,1                                       |

### Unterhauswahlen Dezember 1910
| Ergebnisse der Unterhauswahlen Dezember 1910 | Ergebnisse der Unterhauswahlen Dezember 1910 | Ergebnisse der Unterhauswahlen Dezember 1910 | Ergebnisse der Unterhauswahlen Dezember 1910 | Ergebnisse der Unterhauswahlen Dezember 1910 |
| Partei                                       | Kandidat                                     | Stimmen                                      | %                                            | ±                                            |
| -------------------------------------------- | -------------------------------------------- | -------------------------------------------- | -------------------------------------------- | -------------------------------------------- |
| Liberal                                      | Duncan Pirie                                 | 4282                                         | 62,7                                         | +8,7                                         |
| Liberal Unionist                             | Robert Scott-Brown                           | 2546                                         | 37,3                                         | +8,4                                         |

### Unterhauswahlen 1918
| Ergebnisse der Unterhauswahlen 1918 | Ergebnisse der Unterhauswahlen 1918 | Ergebnisse der Unterhauswahlen 1918 | Ergebnisse der Unterhauswahlen 1918 | Ergebnisse der Unterhauswahlen 1918 |
| Partei                              | Kandidat                            | Stimmen                             | %                                   | ±                                   |
| ----------------------------------- | ----------------------------------- | ----------------------------------- | ----------------------------------- | ----------------------------------- |
| Labour                              | Frank Rose                          | 6128                                | 50,9                                | +50,9                               |
| Liberal                             | Duncan Pirie                        | 5918                                | 49,1                                | −13,6                               |

### Unterhauswahlen 1922
| Ergebnisse der Unterhauswahlen 1922 | Ergebnisse der Unterhauswahlen 1922 | Ergebnisse der Unterhauswahlen 1922 | Ergebnisse der Unterhauswahlen 1922 | Ergebnisse der Unterhauswahlen 1922 |
| Partei                              | Kandidat                            | Stimmen                             | %                                   | ±                                   |
| ----------------------------------- | ----------------------------------- | ----------------------------------- | ----------------------------------- | ----------------------------------- |
| Labour                              | Frank Rose                          | 10.958                              | 55,7                                | +4,8                                |
| National Liberal                    | W. Mackenzie Cameron                | 6615                                | 33,6                                | +33,6                               |
| Liberal                             | J. Johnstone                        | 2113                                | 10,7                                | −38,4                               |

### Unterhauswahlen 1923
| Ergebnisse der Unterhauswahlen 1923 | Ergebnisse der Unterhauswahlen 1923 | Ergebnisse der Unterhauswahlen 1923 | Ergebnisse der Unterhauswahlen 1923 | Ergebnisse der Unterhauswahlen 1923 |
| Partei                              | Kandidat                            | Stimmen                             | %                                   | ±                                   |
| ----------------------------------- | ----------------------------------- | ----------------------------------- | ----------------------------------- | ----------------------------------- |
| Labour                              | Frank Rose                          | 9138                                | 50,6                                | −5,1                                |
| Unionist                            | W. F. Lumsden                       | 4820                                | 26,7                                | +26,7                               |
| Liberal                             | W. Mackenzie Cameron                | 4099                                | 22,7                                | +12,0                               |

### Unterhauswahlen 1924
| Ergebnisse der Unterhauswahlen 1924 | Ergebnisse der Unterhauswahlen 1924 | Ergebnisse der Unterhauswahlen 1924 | Ergebnisse der Unterhauswahlen 1924 | Ergebnisse der Unterhauswahlen 1924 |
| Partei                              | Kandidat                            | Stimmen                             | %                                   | ±                                   |
| ----------------------------------- | ----------------------------------- | ----------------------------------- | ----------------------------------- | ----------------------------------- |
| Labour                              | Frank Rose                          | 13.249                              | 60,8                                | +10,2                               |
| Unionist                            | Laura Sandeman                      | 8545                                | 39,2                                | +12,5                               |

### Nachwahlen 1928
Mit dem Ableben von Frank Rose wurden im Wahlkreis Aberdeen North Nachwahlen nötig.
| Ergebnisse der Nachwahlen 1928 | Ergebnisse der Nachwahlen 1928 | Ergebnisse der Nachwahlen 1928 | Ergebnisse der Nachwahlen 1928 | Ergebnisse der Nachwahlen 1928 |
| Partei                         | Kandidat                       | Stimmen                        | %                              | ±                              |
| ------------------------------ | ------------------------------ | ------------------------------ | ------------------------------ | ------------------------------ |
| Labour                         | William Wedgwood Benn          | 10.646                         | 52,5                           | −8,3                           |
| Unionist                       | Laura Sandeman                 | 4696                           | 23,1                           | −16,1                          |
| Communist                      | Aitken Ferguson                | 2618                           | 12,9                           | +12,9                          |
| Liberal                        | James Rankin Rutherford        | 2337                           | 11,5                           | +11,5                          |

### Unterhauswahlen 1929
| Ergebnisse der Unterhauswahlen 1929 | Ergebnisse der Unterhauswahlen 1929 | Ergebnisse der Unterhauswahlen 1929 | Ergebnisse der Unterhauswahlen 1929 | Ergebnisse der Unterhauswahlen 1929 |
| Partei                              | Kandidat                            | Stimmen                             | %                                   | ±                                   |
| ----------------------------------- | ----------------------------------- | ----------------------------------- | ----------------------------------- | ----------------------------------- |
| Labour                              | William Wedgwood Benn               | 17.826                              | 60,8                                | +8,3                                |
| Liberal                             | Reginald Berkeley                   | 9799                                | 33,4                                | +21,9                               |
| Communist                           | Aitken Ferguson                     | 1686                                | 5,8                                 | −7,1                                |

### Unterhauswahlen 1931
| Ergebnisse der Unterhauswahlen 1931 | Ergebnisse der Unterhauswahlen 1931 | Ergebnisse der Unterhauswahlen 1931 | Ergebnisse der Unterhauswahlen 1931 | Ergebnisse der Unterhauswahlen 1931 |
| Partei                              | Kandidat                            | Stimmen                             | %                                   | ±                                   |
| ----------------------------------- | ----------------------------------- | ----------------------------------- | ----------------------------------- | ----------------------------------- |
| Conservative                        | John George Burnett                 | 22.931                              | 64,3                                | +64,3                               |
| Labour                              | William Wedgwood Benn               | 8753                                | 24,5                                | −36,3                               |
| Communist                           | Helen Crawfurd                      | 3980                                | 11,2                                | +5,4                                |

### Unterhauswahlen 1935
| Ergebnisse der Unterhauswahlen 1935 | Ergebnisse der Unterhauswahlen 1935 | Ergebnisse der Unterhauswahlen 1935 | Ergebnisse der Unterhauswahlen 1935 | Ergebnisse der Unterhauswahlen 1935 |
| Partei                              | Kandidat                            | Stimmen                             | %                                   | ±                                   |
| ----------------------------------- | ----------------------------------- | ----------------------------------- | ----------------------------------- | ----------------------------------- |
| Labour                              | George Trefgarne                    | 16.952                              | 48,7                                | +24,2                               |
| Conservative                        | John George Burnett                 | 13.990                              | 40,2                                | −24,1                               |
| Independent Labour                  | A. F. Macintosh                     | 3871                                | 11,1                                | +11,1                               |

### Unterhauswahlen 1945
| Ergebnisse der Unterhauswahlen 1945 | Ergebnisse der Unterhauswahlen 1945 | Ergebnisse der Unterhauswahlen 1945 | Ergebnisse der Unterhauswahlen 1945 | Ergebnisse der Unterhauswahlen 1945 |
| Partei                              | Kandidat                            | Stimmen                             | %                                   | ±                                   |
| ----------------------------------- | ----------------------------------- | ----------------------------------- | ----------------------------------- | ----------------------------------- |
| Labour                              | Hector Hughes                       | 26.753                              | 69,7                                | +21,0                               |
| Conservative                        | Lady Grant of Monymusk              | 9623                                | 25,1                                | −15,1                               |
| SNP                                 | A. Walker                           | 2021                                | 5,3                                 | +5,3                                |

### Unterhauswahlen 1950
| Ergebnisse der Unterhauswahlen 1950 | Ergebnisse der Unterhauswahlen 1950 | Ergebnisse der Unterhauswahlen 1950 | Ergebnisse der Unterhauswahlen 1950 | Ergebnisse der Unterhauswahlen 1950 |
| Partei                              | Kandidat                            | Stimmen                             | %                                   | ±                                   |
| ----------------------------------- | ----------------------------------- | ----------------------------------- | ----------------------------------- | ----------------------------------- |
| Labour                              | Hector Hughes                       | 31.594                              | 60,5                                | −9,2                                |
| Conservative                        | A. Tennant                          | 6098                                | 30,1                                | +5,0                                |
| Liberal                             | John G. Wilson                      | 3574                                | 33,4                                | +33,4                               |
| Communist                           | R. Cooney                           | 1391                                | 2,7                                 | +2,7                                |

### Unterhauswahlen 1951
| Ergebnisse der Unterhauswahlen 1951 | Ergebnisse der Unterhauswahlen 1951 | Ergebnisse der Unterhauswahlen 1951 | Ergebnisse der Unterhauswahlen 1951 | Ergebnisse der Unterhauswahlen 1951 |
| Partei                              | Kandidat                            | Stimmen                             | %                                   | ±                                   |
| ----------------------------------- | ----------------------------------- | ----------------------------------- | ----------------------------------- | ----------------------------------- |
| Labour                              | Hector Hughes                       | 33.711                              | 64,7                                | +4,2                                |
| Conservative                        | F. Magee                            | 18.365                              | 35,3                                | +5,2                                |

### Unterhauswahlen 1955
| Ergebnisse der Unterhauswahlen 1955 | Ergebnisse der Unterhauswahlen 1955 | Ergebnisse der Unterhauswahlen 1955 | Ergebnisse der Unterhauswahlen 1955 | Ergebnisse der Unterhauswahlen 1955 |
| Partei                              | Kandidat                            | Stimmen                             | %                                   | ±                                   |
| ----------------------------------- | ----------------------------------- | ----------------------------------- | ----------------------------------- | ----------------------------------- |
| Labour                              | Hector Hughes                       | 33.153                              | 67,0                                | +2,3                                |
| Conservative                        | C. A. Malden                        | 16.357                              | 33,0                                | −2,3                                |

### Unterhauswahlen 1959
| Ergebnisse der Unterhauswahlen 1959 | Ergebnisse der Unterhauswahlen 1959 | Ergebnisse der Unterhauswahlen 1959 | Ergebnisse der Unterhauswahlen 1959 | Ergebnisse der Unterhauswahlen 1959 |
| Partei                              | Kandidat                            | Stimmen                             | %                                   | ±                                   |
| ----------------------------------- | ----------------------------------- | ----------------------------------- | ----------------------------------- | ----------------------------------- |
| Labour                              | Hector Hughes                       | 32.763                              | 64,4                                | −2,6                                |
| Conservative                        | J. Stewart-Clark                    | 15.137                              | 29,7                                | −3,3                                |
| SNP                                 | W. A. Milne                         | 2964                                | 5,8                                 | +5,8                                |

### Unterhauswahlen 1964
| Ergebnisse der Unterhauswahlen 1964 | Ergebnisse der Unterhauswahlen 1964 | Ergebnisse der Unterhauswahlen 1964 | Ergebnisse der Unterhauswahlen 1964 | Ergebnisse der Unterhauswahlen 1964 |
| Partei                              | Kandidat                            | Stimmen                             | %                                   | ±                                   |
| ----------------------------------- | ----------------------------------- | ----------------------------------- | ----------------------------------- | ----------------------------------- |
| Labour                              | Hector Hughes                       | 31.844                              | 68,9                                | +4,5                                |
| Conservative                        | J. McInnes                          | 14.366                              | 31,1                                | +1,4                                |

### Unterhauswahlen 1966
| Ergebnisse der Unterhauswahlen 1966 | Ergebnisse der Unterhauswahlen 1966 | Ergebnisse der Unterhauswahlen 1966 | Ergebnisse der Unterhauswahlen 1966 | Ergebnisse der Unterhauswahlen 1966 |
| Partei                              | Kandidat                            | Stimmen                             | %                                   | ±                                   |
| ----------------------------------- | ----------------------------------- | ----------------------------------- | ----------------------------------- | ----------------------------------- |
| Labour                              | Hector Hughes                       | 28.799                              | 67,6                                | −1,3                                |
| Conservative                        | M. Humphrey                         | 8768                                | 20,6                                | −10,5                               |
| Liberal                             | D. W. McPherson                     | 4350                                | 10,2                                | +10,2                               |
| Communist                           | M. Rose                             | 719                                 | 1,7                                 | +1,7                                |

### Unterhauswahlen 1970
| Ergebnisse der Unterhauswahlen 1970 | Ergebnisse der Unterhauswahlen 1970 | Ergebnisse der Unterhauswahlen 1970 | Ergebnisse der Unterhauswahlen 1970 | Ergebnisse der Unterhauswahlen 1970 |
| Partei                              | Kandidat                            | Stimmen                             | %                                   | ±                                   |
| ----------------------------------- | ----------------------------------- | ----------------------------------- | ----------------------------------- | ----------------------------------- |
| Labour                              | Robert Hughes                       | 27.707                              | 62,1                                | −5,5                                |
| Conservative                        | D. J. Williams                      | 9807                                | 22,0                                | +1,4                                |
| SNP                                 | J. McKenna                          | 3756                                | 8,4                                 | +8,4                                |
| Liberal                             | F. McCallum                         | 2835                                | 6,4                                 | −3,8                                |
| Communist                           | A. Ingram                           | 521                                 | 1,2                                 | −0,5                                |

### Unterhauswahlen Februar 1974
| Ergebnisse der Unterhauswahlen Februar 1974 | Ergebnisse der Unterhauswahlen Februar 1974 | Ergebnisse der Unterhauswahlen Februar 1974 | Ergebnisse der Unterhauswahlen Februar 1974 | Ergebnisse der Unterhauswahlen Februar 1974 |
| Partei                                      | Kandidat                                    | Stimmen                                     | %                                           | ±                                           |
| ------------------------------------------- | ------------------------------------------- | ------------------------------------------- | ------------------------------------------- | ------------------------------------------- |
| Labour                                      | Robert Hughes                               | 23.193                                      | 47,7                                        | −14,4                                       |
| SNP                                         | J.A. McGugan                                | 11.337                                      | 23,3                                        | +14,9                                       |
| Conservative                                | G. Dunnett                                  | 8115                                        | 16,7                                        | −5,3                                        |
| Liberal                                     | F. McCallum                                 | 6001                                        | 12,3                                        | +5,9                                        |

### Unterhauswahlen Oktober 1974
| Ergebnisse der Unterhauswahlen Oktober 1974 | Ergebnisse der Unterhauswahlen Oktober 1974 | Ergebnisse der Unterhauswahlen Oktober 1974 | Ergebnisse der Unterhauswahlen Oktober 1974 | Ergebnisse der Unterhauswahlen Oktober 1974 |
| Partei                                      | Kandidat                                    | Stimmen                                     | %                                           | ±                                           |
| ------------------------------------------- | ------------------------------------------- | ------------------------------------------- | ------------------------------------------- | ------------------------------------------- |
| Labour                                      | Robert Hughes                               | 23.130                                      | 50,9                                        | +3,2                                        |
| SNP                                         | J.A. McGugan                                | 13.509                                      | 29,7                                        | +6,4                                        |
| Conservative                                | Peter Fraser                                | 5125                                        | 11,3                                        | −5,4                                        |
| Liberal                                     | F. McCallum                                 | 3700                                        | 8,1                                         | −4,2                                        |

### Unterhauswahlen 1979
| Ergebnisse der Unterhauswahlen 1979 | Ergebnisse der Unterhauswahlen 1979 | Ergebnisse der Unterhauswahlen 1979 | Ergebnisse der Unterhauswahlen 1979 | Ergebnisse der Unterhauswahlen 1979 |
| Partei                              | Kandidat                            | Stimmen                             | %                                   | ±                                   |
| ----------------------------------- | ----------------------------------- | ----------------------------------- | ----------------------------------- | ----------------------------------- |
| Labour                              | Robert Hughes                       | 26.771                              | 59,3                                | +8,4                                |
| Conservative                        | G. Adams                            | 7657                                | 17,0                                | +5,7                                |
| SNP                                 | M. Watt                             | 5796                                | 12,9                                | −16,8                               |
| Liberal                             | L. McMillan                         | 4887                                | 10,8                                | +2,7                                |

### Unterhauswahlen 1983
| Ergebnisse der Unterhauswahlen 1983 | Ergebnisse der Unterhauswahlen 1983 | Ergebnisse der Unterhauswahlen 1983 | Ergebnisse der Unterhauswahlen 1983 | Ergebnisse der Unterhauswahlen 1983 |
| Partei                              | Kandidat                            | Stimmen                             | %                                   | ±                                   |
| ----------------------------------- | ----------------------------------- | ----------------------------------- | ----------------------------------- | ----------------------------------- |
| Labour                              | Robert Hughes                       | 19.262                              | 47,0                                | −12,3                               |
| SDP                                 | C. S. Deans                         | 10.118                              | 24,7                                | +24,7                               |
| Conservative                        | G. Scanlan                          | 7426                                | 18,1                                | +1,1                                |
| SNP                                 | James A. McGugan                    | 3790                                | 9,3                                 | −3,6                                |
| Ecology                             | M. E. Harty                         | 367                                 | 0,9                                 | +0,9                                |

### Unterhauswahlen 1987
| Ergebnisse der Unterhauswahlen 1987 | Ergebnisse der Unterhauswahlen 1987 | Ergebnisse der Unterhauswahlen 1987 | Ergebnisse der Unterhauswahlen 1987 | Ergebnisse der Unterhauswahlen 1987 |
| Partei                              | Kandidat                            | Stimmen                             | %                                   | ±                                   |
| ----------------------------------- | ----------------------------------- | ----------------------------------- | ----------------------------------- | ----------------------------------- |
| Labour                              | Robert Hughes                       | 24.145                              | 54,7                                | +7,7                                |
| SDP                                 | Robert Smith                        | 7867                                | 17,8                                | −6,9                                |
| Conservative                        | G. Scanlan                          | 6330                                | 14,3                                | −3,8                                |
| SNP                                 | P. B. Greenhorn                     | 5827                                | 13,2                                | +3,9                                |

### Unterhauswahlen 1992
| Ergebnisse der Unterhauswahlen 1992 | Ergebnisse der Unterhauswahlen 1992 | Ergebnisse der Unterhauswahlen 1992 | Ergebnisse der Unterhauswahlen 1992 | Ergebnisse der Unterhauswahlen 1992 |
| Partei                              | Kandidat                            | Stimmen                             | %                                   | ±                                   |
| ----------------------------------- | ----------------------------------- | ----------------------------------- | ----------------------------------- | ----------------------------------- |
| Labour                              | Robert Hughes                       | 18.845                              | 47,0                                | −7,7                                |
| SNP                                 | James A. McGugan                    | 9608                                | 24,0                                | +10,8                               |
| Conservative                        | Paul S. Cook                        | 6836                                | 17,1                                | +2,8                                |
| Liberal Democrats                   | Martin A. Ford                      | 4772                                | 11,9                                | +11,9                               |

### Unterhauswahlen 1997
| Ergebnisse der Unterhauswahlen 1997 | Ergebnisse der Unterhauswahlen 1997 | Ergebnisse der Unterhauswahlen 1997 | Ergebnisse der Unterhauswahlen 1997 | Ergebnisse der Unterhauswahlen 1997 |
| Partei                              | Kandidat                            | Stimmen                             | %                                   | ±                                   |
| ----------------------------------- | ----------------------------------- | ----------------------------------- | ----------------------------------- | ----------------------------------- |
| Labour                              | Malcolm Savidge                     | 18.389                              | 47,9                                | +0,9                                |
| SNP                                 | Brian Adam                          | 8379                                | 21,8                                | −2,2                                |
| Conservative                        | James Gifford                       | 5763                                | 15,0                                | −2,1                                |
| Liberal Democrats                   | Mike Rumbles                        | 5421                                | 14,1                                | +2,2                                |
| Referendum Party                    | Alasdair McKenzie                   | 463                                 | 1,2                                 | +1,2                                |

### Unterhauswahlen 2001
| Ergebnisse der Unterhauswahlen 2001 | Ergebnisse der Unterhauswahlen 2001 | Ergebnisse der Unterhauswahlen 2001 | Ergebnisse der Unterhauswahlen 2001 | Ergebnisse der Unterhauswahlen 2001 |
| Partei                              | Kandidat                            | Stimmen                             | %                                   | ±                                   |
| ----------------------------------- | ----------------------------------- | ----------------------------------- | ----------------------------------- | ----------------------------------- |
| Labour                              | Malcolm Savidge                     | 13.157                              | 43,3                                | −4,6                                |
| SNP                                 | Alasdair Allan                      | 8708                                | 28,7                                | +6,9                                |
| Liberal Democrats                   | Jim Donaldson                       | 4991                                | 16,4                                | +2,3                                |
| Conservative                        | Richard Cowling                     | 3047                                | 10,0                                | −5,0                                |
| Socialist                           | Shona Foreman                       | 454                                 | 1,5                                 | +1,5                                |

### Unterhauswahlen 2005
| Ergebnisse der Unterhauswahlen 2005 | Ergebnisse der Unterhauswahlen 2005 | Ergebnisse der Unterhauswahlen 2005 | Ergebnisse der Unterhauswahlen 2005 | Ergebnisse der Unterhauswahlen 2005 |
| Partei                              | Kandidat                            | Stimmen                             | %                                   | ±                                   |
| ----------------------------------- | ----------------------------------- | ----------------------------------- | ----------------------------------- | ----------------------------------- |
| Labour                              | Frank Doran                         | 15.557                              | 42,5                                | −0,8                                |
| Liberal Democrats                   | Steve Delaney                       | 8762                                | 23,9                                | +7,5                                |
| SNP                                 | Kevin Stewart                       | 8168                                | 22,3                                | −6,4                                |
| Conservative                        | David Anderson                      | 3456                                | 9,4                                 | −0,6                                |
| Socialist                           | John Connon                         | 691                                 | 1,9                                 | +0,4                                |

### Unterhauswahlen 2010
| Ergebnisse der Unterhauswahlen 2010 | Ergebnisse der Unterhauswahlen 2010 | Ergebnisse der Unterhauswahlen 2010 | Ergebnisse der Unterhauswahlen 2010 | Ergebnisse der Unterhauswahlen 2010 |
| Partei                              | Kandidat                            | Stimmen                             | %                                   | ±                                   |
| ----------------------------------- | ----------------------------------- | ----------------------------------- | ----------------------------------- | ----------------------------------- |
| Labour                              | Frank Doran                         | 16.746                              | 44,4                                | +1,9                                |
| SNP                                 | Joanna Strathdee                    | 8385                                | 22,2                                | −0,1                                |
| Liberal Democrats                   | Kristian Chapman                    | 7001                                | 18,6                                | −5,3                                |
| Conservative                        | Stewart Whyte                       | 4666                                | 12,4                                | +3,0                                |
| BNP                                 | Roy Jones                           | 635                                 | 1,7                                 | +1,7                                |
| Socialist                           | Ewan Robertson                      | 268                                 | 0,7                                 | −1,2                                |

### Unterhauswahlen 2015
| Ergebnisse der Unterhauswahlen 2015 | Ergebnisse der Unterhauswahlen 2015 | Ergebnisse der Unterhauswahlen 2015 | Ergebnisse der Unterhauswahlen 2015 | Ergebnisse der Unterhauswahlen 2015 |
| Partei                              | Kandidat                            | Stimmen                             | %                                   | ±                                   |
| ----------------------------------- | ----------------------------------- | ----------------------------------- | ----------------------------------- | ----------------------------------- |
| SNP                                 | Kirsty Blackman                     | 24.793                              | 56,4                                | +34,2                               |
| Labour                              | Richard Baker                       | 11.397                              | 25,9                                | −18,5                               |
| Conservative                        | Sanjoy Sen                          | 5304                                | 12,1                                | −0,3                                |
| Liberal Democrats                   | Euan Davidson                       | 2050                                | 4,7                                 | −13,9                               |
| TUSC                                | Tyrinne Rutherford                  | 206                                 | 0,5                                 | +0,5                                |
| BNF                                 | Christopher Willett                 | 186                                 | 0,4                                 | +0,4                                |

### Unterhauswahlen 2017
| Ergebnisse der Unterhauswahlen 2017 | Ergebnisse der Unterhauswahlen 2017 | Ergebnisse der Unterhauswahlen 2017 | Ergebnisse der Unterhauswahlen 2017 | Ergebnisse der Unterhauswahlen 2017 |
| Partei                              | Kandidat                            | Stimmen                             | %                                   | ±                                   |
| ----------------------------------- | ----------------------------------- | ----------------------------------- | ----------------------------------- | ----------------------------------- |
| SNP                                 | Kirsty Blackman                     | 15.170                              | 41,3                                | −15,1                               |
| Labour                              | Orr Vinegold                        | 11.031                              | 30,0                                | +4,1                                |
| Conservative                        | Grace O’Keeffe                      | 8341                                | 22,7                                | +10,6                               |
| Liberal Democrats                   | Isobel Davidson                     | 1693                                | 4,6                                 | −0,1                                |
| Parteilos                           | Richard Durkin                      | 522                                 | 1,4                                 | +1,4                                |

### Unterhauswahlen 2019
| Ergebnisse der Unterhauswahlen 2019 | Ergebnisse der Unterhauswahlen 2019 | Ergebnisse der Unterhauswahlen 2019 | Ergebnisse der Unterhauswahlen 2019 | Ergebnisse der Unterhauswahlen 2019 |
| Partei                              | Kandidat                            | Stimmen                             | %                                   | ±                                   |
| ----------------------------------- | ----------------------------------- | ----------------------------------- | ----------------------------------- | ----------------------------------- |
| SNP                                 | Kirsty Blackman                     | 20.205                              | 54,0                                | +12,7                               |
| Conservative                        | Ryan Houghton                       | 7535                                | 20,1                                | −2,6                                |
| Labour                              | Nurul Ali                           | 4939                                | 13,2                                | −16,8                               |
| Liberal Democrats                   | Isobel Davidson                     | 2846                                | 7,6                                 | +3,0                                |
| Brexit Party                        | Sebastian Leslie                    | 1008                                | 2,7                                 | +2,7                                |
| Green                               | Guy Ingerson                        | 880                                 | 2,4                                 | +2,4                                |